# Štětinatec haitský
Štětinatec haitský (Solenodon paradoxus) je druh velmi vzácného, nočního, poměrně velkého hmyzožravého savce, jednoho ze dvou žijících druhů starobylého rodu štětinatec.

## Rozšíření
Je to endemický savec, vyskytuje se pouze v karibské oblasti Střední Ameriky na ostrově Hispaniola v Dominikánské republice a v Haiti. Žije tam v lesích, křovinatých oblastech i poblíž plantáží. Přes den se ukrývá v rozsochách stromů, v jejich dutinách nebo si vyhrabává nory.

## Popis
Délka: okolo třiceti centimetrů

Délka ocasu: 17–26 centimetrů

Hmotnost: okolo jednoho kilogramu

Na hmyzožravce je to poměrně velký živočich.
Štětinatec haitský je poměrně pomalé zvíře, je nápadné svým dlouhým čenichem. Barva jeho hrubých chlupů je mezi černou, šedou a hnědou, na spodní straně těla bývá světlejší, vybarvení je u každého jedince odlišné. Čenich, uši, nohy a šupinatý ocas jsou téměř bezsrsté.
Jeho čenich daleko přesahuje čelist a ve spojitosti se zvláštním kloubem, kterým je čelist připevněna k lebce je čenich velice pohyblivý. Přední končetiny má větší a mohutnější, na všech má silné drápy, na předních větší. Díky nim dobře šplhá na stromy a dokáže slézat i skály. Oči má velmi malé a zrak nemá dobře vyvinutý, zato má vynikající sluch a hlavně čich. 40 zubů je uspořádáno podle vzorce 3/3-1/1-3/3-3/3, v druhém spodním řezáku je žlábek, ze kterého je vylučován ze žlázy v dolní čelisti jed. Samci mají penis a varlata ukrytá v břišní dutině.

## Potrava
Jeho strava, za kterou vychází v noci, je především živočišná. Žere nejrůznější hmyz, pavouky, měkkýše, drobné obojživelníky a plazy jako i ptačí mláďata, nepohrdne ani mršinami; řídce žere i rostlinnou potravu, ovoce, kořínky. Potravu si vyhledává svým pohyblivým čenichem v kůře stromů, štěrbinách skal a hlavně pod spadlými listy, účinně si pomáhá svými masivními drápy. Pro ochromení kořisti ji při skusu vstřikuje do těla toxické sliny.

## Rozmnožování
Samice si staví hnízdo v noře, která je součásti rozsáhlých tunelů, do kterých si ukládá i potravu. Její říje je velmi nepravidelná a nezávisí na roční době, samec se může pářit kdykoli. Délka březosti je něco málo nad 50 dnů. Samice má dvě mléčné bradavky, vrhne po jednom až dvou mláďatech dvakrát ročně a ta po narození váží průměrně 75 gramů a měří 15 cm. Během prvních několika měsíců zůstává v jejich blízkosti, kojí je a zvyká je postupně na život mimo noru a samostatný lov.

## Výhled
Průměrná délka života štětinatce haitského není přesně známa, předpokládá se, že dosahuje 10 let. Hlavními predátory jsou na ostrov dovezení psi, kočky a promyky, proti kterým nemá tento těžkopádný druh moc naděje; loví je i lidé. Od roku 1960, kdy ještě nehrozilo druhu vyhynutí, jeho počty značně poklesly. V klasifikaci IUCN byl zařazen mezi ohrožené druhy, v Dominikánské republice je chráněn zákonem.